# ليدجفيو (ويسكونسن)
ليدجفيو (بالإنجليزية: Ledgeview, Wisconsin)‏ هي بلدة تقع بولاية ويسكونسن في الولايات المتحدة. تبلغ مساحتها 46 (كم²)، وترتفع عن سطح البحر 228 م، بلغ عدد سكانها 3363 نسمة في عام 2000 حسب إحصاء مكتب تعداد الولايات المتحدة وتصل الكثافة السكانية فيها 73.7 نسمة/كم2.

## وصلات خارجية
- The US50 - Cities and Towns in Wisconsin State
- Wisconsin Cities and Towns, Facts, Map, Flag, Colleges, Government, and More